# Караденіз-махаллесі (станція метро)
41°04′53″ пн. ш. 28°52′30″ сх. д. / 41.08125° пн. ш. 28.87509° сх. д.
Караденіз-махаллесі (тур. Karadeniz Mahallesi) — метростанція на лінії М7 Стамбульського метро.
Станцію було відкрито 28 жовтня 2020

Розташування: станція розташована у мікрорайоні Караденіз району Газіосманпаша під автострадою Е80.
Конструкція: колонна трипрогінна станція мілкого закладення типу горизонтальний ліфт з однією острівною прямою платформою.
Пересадки
- Автобуси: 36A, 36CY, 36M, 36V, 336E
- Мікроавтобуси: Газіосманпаша — Хадимкьой, Газіосманпаша — Імрахор
- Трамваї: Т4

| Попередня станція                  | Лінія | Лінія                           | Лінія | Наступна станція                    |
| ---------------------------------- | ----- | ------------------------------- | ----- | ----------------------------------- |
| Єнімахалле до Шишлі — Меджидієкьой |       | M7 (Стамбульський метрополітен) |       | Гіїмкент — Текстілкент до Махмутбей |